# Hiam Abbass
Hiam Abbass (en hebreo: היאם עבאס‎, en árabe: هيام عباس‎; Nazaret, Israel, 30 de noviembre de 1960), también conocida como Hiam Abbas o Hiyam Abbas, es una actriz y directora de cine  palestina, con ciudadanía israelí y francesa. Es conocida por sus papeles en series como Succession o Ramy y películas como Satin Rouge, Haifa, Paradise Now, La novia siria, Free Zone, L'aube du monde, The Visitor, Los Limoneros y Amreeka. También ha tenido papeles en Múnich, de Steven Spielberg, y Blade Runner 2049, de Denis Villeneuve.
Dirigió tres cortometrajes, Le pain (2001), La danse éternelle (2004) y Le donne della Vucciria (2013), y un largometraje, Inheritance (2012).

## Vida y carrera
Abbass nació en Nazaret, Israel, y fue criada en Deir Hanna, un pueblo de tradición musulmana en la frontera con Líbano. Tras cursar estudios de fotografía en Haifa, se unió a la compañía palestina de teatro El-Hakawati, en Jerusalén, para luego trabajar en una compañía teatral infantil. En 1987, tiene su primer papel en la película Boda en Galilea (Wedding in Galilea), del realizador palestino Michel Khleifi.
Se hizo famosa por su papel en la película Rojo oriental (Satin Rouge) de la realizadora tunecina Raja Amari (2002). También tuvo un papel similar en La novia siria (The Syrian Bride) (2005) y en Los limoneros (2008), ambas de Eran Riklis. Se la pudo ver en Zona libre, de Amos Gitaï (2005), Disengagement (2008) o Bab el shams, de Yousry Nasrallah (2004).
En Francia, también trabajó con Patrice Chéreau, Jean Becker y Radu Mihaileanu. En Estados Unidos, en 2008 interpretó a la madre de un inmigrante sirio en The Visitor, de Thomas McCarthy, actuó a las órdenes de Jim Jarmusch en Los límites del control (2009), e interpretó a Hind al-Husseini en Miral, de Julian Schnabel. Interpretó a la madre de un soldado de Irak en Dawn of the World, del realizador iraquí Abbas Fahdel.
Fue dialogue coach de los actores marroquíes de la película Babel, de Alejandro González Iñárritu, y de los actores árabes de Múnich.
En 2012, fue miembro del jurado de la 65° edición del Festival de Cine de Cannes, presidido por Nanni Moretti.
Abbass habla inglés y francés, idioma en el que ha protagonizado películas como Le sac de farine y Le temps de la balle.
Está casada con el actor francés Zinedine Soualem, con el que tiene dos hijas, Lina y Mouna Soualem, ambas cineastas, y reside en París.En 2023, protagonizó el ensayo-documental de Lina Soualem Bye Bye Tiberias, enfocado en el regreso de Abbass a Palestina tras haber dejado su pueblo para convertirse en actriz en Europa décadas atrás.

## Filmografía

### Actuación
| Año  | Título                                  | Rol                       | Notas                      |
| ---- | --------------------------------------- | ------------------------- | -------------------------- |
| 2023 | Insidious: The Red Door                 | Profesora Armagan         |                            |
| 2023 | Bye Bye Tiberias                        | Ella misma                |                            |
| 2022 | Hellraiser                              | Menaker                   |                            |
| 2021 | Night                                   | Madre                     | Cortometraje               |
| 2020 | Sofa So Good                            |                           | Cortometraje               |
| 2020 | Gaza Mon Amour                          | Siham                     |                            |
| 2019 | Mon frère                               | Madam Miroun              |                            |
| 2019 | Les hirondelles de Kaboul               | Mussarat                  | Voz                        |
| 2019 | In vitro                                | Dunia                     | Cortometraje               |
| 2018 | Carnivores                              | Amel, la madre            |                            |
| 2017 | Blade Runner 2049                       | Freysa                    |                            |
| 2017 | Insyriated                              | Oum Yazan                 |                            |
| 2016 | À mon âge je me cache encore pour fumer | Fatima                    |                            |
| 2016 | Corps étranger                          | Leila                     |                            |
| 2015 | Le goût des merveilles                  | Dra. Mélanie Ferenza      |                            |
| 2015 | Liberáble                               | Mme Karadjan              | Cortometraje               |
| 2015 | Dégradé                                 | Eftikhar                  |                            |
| 2014 | Nothing escapes my eyes                 | Mujer                     | Cortometraje               |
| 2014 | Éxodo: Dioses y Reyes                   | Bithia                    |                            |
| 2014 | De guerre lasse                         | Raïssa                    |                            |
| 2013 | Peace after marriage                    | Amani                     |                            |
| 2013 | Samarkande                              | La muerte                 | Cortometraje               |
| 2013 | Rock the Casbah                         | Aicha                     |                            |
| 2013 | May in the Summer                       | Nadine                    |                            |
| 2013 | Les jeux des nuages et de la pluie      | Blanche                   |                            |
| 2012 | Inheritance                             | Samira                    |                            |
| 2012 | Le sac de farine                        | Yasmine                   |                            |
| 2011 | La source des femmes                    | Fatima                    |                            |
| 2010 | Une bouteille à la mer                  | Intessar                  |                            |
| 2010 | Do not forget me Istambul               |                           |                            |
| 2010 | Habibti                                 | Iman                      | Cortometraje               |
| 2010 | I am slave                              | Laila                     |                            |
| 2010 | Miral                                   | Hind Husseini             |                            |
| 2010 | Les temps de la balle                   | Hana                      | Cortometraje               |
| 2010 | Clichés                                 |                           | Corto                      |
| 2010 | Suite Parlée                            |                           |                            |
| 2009 | Chaque jour est une fête                | Hala                      |                            |
| 2009 | Persécution                             | Marie                     |                            |
| 2009 | Los límites del control                 | Conductora                |                            |
| 2009 | Human zoo                               | Mina                      |                            |
| 2009 | Mateo Falcone                           | La madre                  |                            |
| 2009 | Espion(s)                               | Wafa                      |                            |
| 2009 | Amreeka                                 | Raghda Halaby             |                            |
| 2008 | Blanche                                 | La vecina                 | Cortometraje               |
| 2008 | Al-mor wa al rumman                     | Umm Habib                 |                            |
| 2008 | Kandisha                                | Mona Bendrissi            |                            |
| 2008 | Fatoush                                 | La mujer                  | Cortometraje               |
| 2008 | L'aube du monde                         | La madre de Mastour       |                            |
| 2008 | Un roman policier                       | Fati                      |                            |
| 2008 | Los Limoneros                           | Salma Zidane              |                            |
| 2008 | La fabrique des sentiments              | Profesora Sterne          |                            |
| 2008 | Béthune sur Nil                         | Farah                     | Película para televisión   |
| 2007 | The Visitor                             | Mouna                     |                            |
| 2007 | Disengagement                           | Hiam                      |                            |
| 2007 | Dialogue avec mon jardinier             | La mujer del jardinero    |                            |
| 2006 | The Nativity Story                      | Anna                      |                            |
| 2006 | Asur et Asmar                           | Jénane                    | Voz                        |
| 2006 | Petites révélations                     |                           |                            |
| 2005 | Múnich                                  | Marie Claude Hamshari     |                            |
| 2005 | Le démon de midi                        | Rim                       |                            |
| 2005 | Free Zone                               | Leila                     |                            |
| 2005 | Sur les traces de Mélanie               | Madelaine                 | Cortometraje               |
| 2005 | Paradise Now                            | Madre de Said             |                            |
| 2004 | Nadia et Sarra                          | Nadia                     |                            |
| 2004 | La novia siria                          | Amal                      |                            |
| 2004 | Bab el shams                            | Um Youness                |                            |
| 2003 | Noctambules                             | Mujer sola                | Cortometraje               |
| 2003 | Pierre et Farid                         | La madre de Farid         | Película para televisión   |
| 2002 | Aime ton père                           | Salma                     |                            |
| 2002 | Satín Rojo                              | Lilia                     |                            |
| 2002 | Fais-moi des vacances                   | La madre de Lucien y José |                            |
| 2001 | L'ange de gourdron                      | Naïma Kasmi               |                            |
| 2001 | Le pain                                 |                           | Cortometraje               |
| 2001 | Le mariage en papier                    | Tata Rabiaa               | Cortometraje               |
| 2001 | Ligne 208                               | La madre de Khaled        |                            |
| 2000 | Ali, Rabiaa et les autres               | Rabiaa                    |                            |
| 2000 | Mix-cité                                |                           | Película para televisión   |
| 1998 | Raddem                                  |                           | Cortometraje               |
| 1998 | Histoire naturelle                      |                           | Cortometraje               |
| 1998 | Venise est une femme                    | Madre de Aïcha            | Película para televisión   |
| 1998 | Vivre au paradis                        |                           |                            |
| 1996 | Haifa                                   | Oum Said                  |                            |
| 1996 | Chacun cherche son chat                 | Una mujer en el corazón   | Con el nombre Hiam Soualem |
| 1994 | Quelqu'un                               | La mujer                  | Cortometraje               |
| 1989 | La nuit miraculeuse                     |                           | Película para televisión   |

| Año  | Título                            | Rol              | Notas                                  |
| ---- | --------------------------------- | ---------------- | -------------------------------------- |
| 2023 | Tout va bien                      | Dra. Mona Fidès  | 4 episodios                            |
| 2023 | Succession                        | Marcia Roy       | 26 episodios                           |
| 2022 | Ramy                              | Maysa Hassan     | 27 episodios                           |
| 2022 | The Old Man                       | Abbey Chase      | 5 episodios                            |
| 2022 | Oussekine                         | Aïcha Oussekine  | 4 episodios                            |
| 2017 | The State                         | Umm Salamah      | 4 episodios                            |
| 2016 | The OA                            | Khatun           | 2 episodios                            |
| 2014 | La tienda roja                    | Reina Re-Nefer   | 2 episodios                            |
| 2011 | The Promise                       | Old Jawda        | 4 episodios                            |
| 2010 | Histoires de vies                 | Zineb            | 1 episodio                             |
| 1997 | Le juste                          |                  | 1 episodio                             |
| 1995 | 300 scénarios contre u virus      | Una cliente      | 1 episodio                             |
| 1993 | Antoine Rives, juge du terrorisme | Jacqueline Tabet | 1 episodio, con el nombre Iliam Abbass |

### Dirección
| Año  | Título                  | Notas                                                                                          |
| ---- | ----------------------- | ---------------------------------------------------------------------------------------------- |
| 2001 | Le pain                 | Cortometraje Nominada - Namur International Festival of French-Speaking Film - Best Short Film |
| 2004 | La danse éternelle      | Cortometraje Además fue guionista                                                              |
| 2012 | Inheritance             | Además fue guionista Nominada - São Paulo International Film Festival - Best Feature Film      |
| 2013 | Le donne della Vucciria | Cortometraje, parte de la colección Women's Tales de Miu Miu.                                  |
| 2022 | Ramy                    | Serie de televisión, 1 episodio                                                                |

## Premios

### Por su papel enLos limoneros[1]
- 2008, Premio de la Academia de Cine de Israel a la mejor actriz.
- 2008, Premio a la mejor actriz, Asia Pacific Screen Awards, Australia.
- 2008, Premio a la mejor actriz, Cinefan Festival of Asian and Arab Cinema, India.

### Por su papel enThe Visitor[1]
- 2008, premio de la Boston Society of Film Critics, Estados Unidos, compartido con Richard Jenkins, Haaz Sleiman y Danai Gurira, coprotagonistas de la película.